# Aethinosis

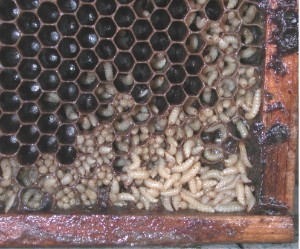
Larvas Aethina tumida

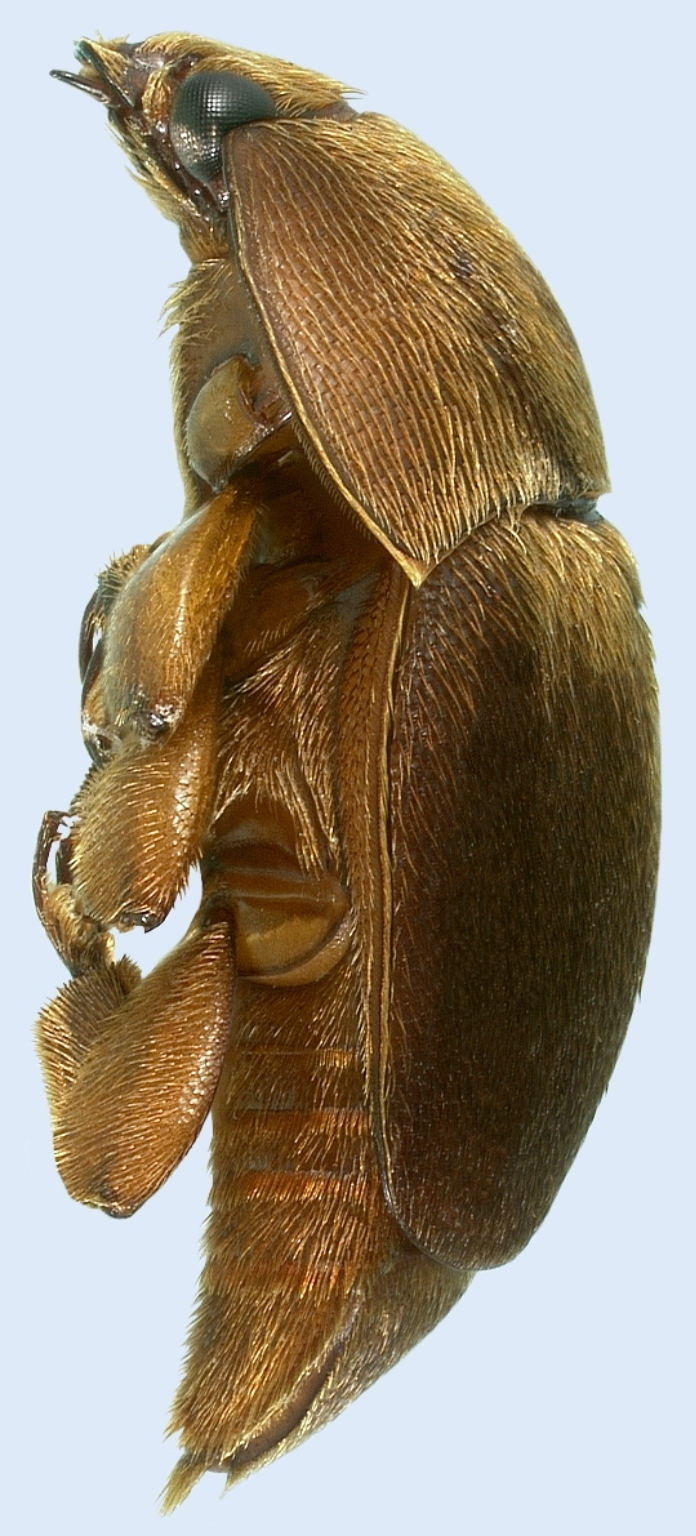

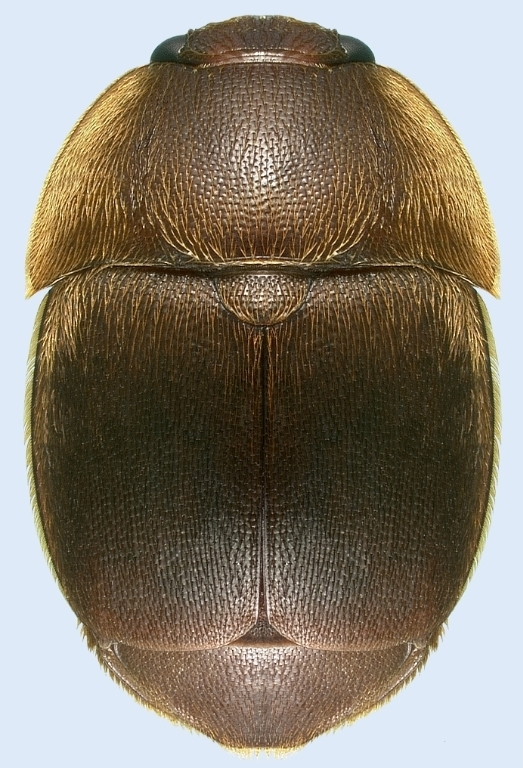

La aethinosis o etinosis es una enfermedad de las colmenas provocada por el coleóptero nitidúlido Aethina tumida,
cuyas larvas se nutren de miel, polen y huevos produciendo galerías en los panales y destruyéndolos. Se llegan a encontrar hasta 30.000 larvas por colmena. Las heces depuestas en la miel no determinan la fermentación. La colonia se debilita hasta el colapso. 
Las razas europeas de Apis mellifera no saben defenderse, las africanas llegan a recubrir los insectos con propóleos.
Pequeño escarabajo de las colmenas Aethina tumida, Murray (1867).
Es un escarabajo del Orden Coleoptera, de la Familia Nitidulidae, un grupo caracterizado por su afinidad a productos de plantas que fermentan. En el caso de Aethina tumida, la afinidad a los productos de plantas que fermentan asociada con las colonias de las abejas, por nombrar miel y polen, pero se puede reproducir en frutas fermentadas (existen numerosas especies). Se piensa que fue transportado a Norteamérica en frutas contaminadas desde el sur de África, de donde son originarios.
El Pequeño Escarabajo de la Colmena. El adulto del Pequeño Escarabajo es de aproximadamente 3/16 a 1/4 pulgadas de largo y oval con dos antenas muy características terminadas en forma de mazo. Es un volador fuerte, entra al interior de las colmenas volando por la piquera, se mueve rápido. La larva se ve superficialmente similar a la larva de la polilla de la cera.

## Etiología
La rápida expansión del Aethina tumida, coleóptero que parasita los colmenares, originario de África meridional encontrado en Estados Unidos en 1998, en el 2000 en Egipto y recientemente en Canadá, Australia (2002) y Nicaragua 2014  y las noticias ya aparecidas en revistas especializadas hace pensar que será una plaga que se extenderá mundialmente como la Varroa. 
Originariamente de África, de la región Subsahariana, afectaba originalmente a las subespecies Apis mellifera scutellata y Apis mellifera capensis, En estado adulto tiene cinco milímetros de longitud y su color varía del marrón oscuro al negro. 
En Sudáfrica es considerado un mal menor, que ataca principalmente a las colonias débiles y a los cuadros almacenados, no siendo generalmente necesario su tratamiento.

## Epizootiología
La dispersión de la enfermedad se realiza por el vuelo del escarabajo y se ve favorecida por la trashumancia. Los huevos se pueden también dispersar adheridos al cuerpo de las abejas. 
Se ha comprobado que puede vivir hasta cinco días sin comer ni beber por lo que hay que tener cuidado con el material de reposición.

## Diagnóstico
Clínico. Las formas adultas y larvas son fáciles de ver en los panales y en el fondo de la colmena atacada. Cuando se abre una colmena afectada se detecta un fuerte olor a miel fermentada. Tienen dos centímetros en su estadía máximo.
Diferencial. Las larvas de Aethina tumida pueden confundirse con las de Gallaria mellonella.

## Tratamiento
En Estados Unidos se emplea el Coumaphos (organofosforado) en forma de tiras colocadas en el fondo de la colmena sobre cartón ondulado, y Permetrinas (piretroide). 
Se han encontrado en colmenas con tiras de Apistan, por lo que parece que este no tiene efecto sobre el escarabajo.

## Daños que producen
Las larvas se nutren de miel, polen, huevos produciendo galerías en los panales destruyéndolos. Se encontraron hasta 30.000 larvas por colmena. Las heces depuestas en la miel no determinan la fermentación. La colonia se debilita hasta el colapso. 
Las razas europeas de Apis mellifera no saben defenderse, las africanas llegan a recubrir los insectos con propóleos.

## Control de colmenares
- Quitar el techo, colocarlo en el suelo dado vuelta, apoyar el melario sobre el mismo y dejarlo aproximadamente por un minuto, el parásito que rehúye a la luz, buscara refugio en el fondo, alzar el melario y observar con rapidez la superficie interna del techo para descubrir la eventual presencia de Aehtina.
- Si no observamos parásitos en el melario, continuar la inspección de la cámara de cría, removiendo los cuadros del nido de cría uno por uno y observando la superficie para descubrir la presencia de adultos o formas larvares en las celdas desoperculadas.
- Una vez retirados los cuadros, examinamos el piso de la colmena poniendo particular atención en los ángulos, donde el parásito tiende a refugiarse para rehuir de la luz.
- Si el piso posee una gaveta extraíble, observar el contenido para individualizar eventuales residuos del parásito de formas larvares.
- En el caso en que se descubra la presencia de parásitos (o pequeños coleópteros o de formas larvares presuntas), una vez capturados (con pinzas o con los dedos) introducirlos en una probeta o en un frasco haciéndolo llegar después a un laboratorio donde se proceda a su análisis.

## Salas de extracción de miel
El Pequeño Escarabajo de la colmena está presente en la sala de extracción de miel en virtud que son transportados con las alzas a cosechar; cualquier huevo o larva del escarabajo se puede desarrollar rápidamente, resultando en miles de larvas arrastrándose en los pisos de la sala de extracción. Agua caliente, jabón y blanqueador matara a la mayoría de ellos, pero una prevención es mejor que un control. Es una buena idea traer alzas de miel al interior de la sala de extracción y procesarla tan rápido como sea posible. Los operculos también se deben de procesar tan rápido como sea posible para la obtención de cera.